# Maddalena Campiglia
Maddalena Campiglia (Vicenza, 13 aprile 1553 – Vicenza, 28 gennaio 1595) è stata una poetessa italiana.
Viene ricordata per essere stata lodata da Torquato Tasso per la composizione della favola pastorale Flori, ispirata all'Aminta .

## Biografia
Maddalena Campiglia nacque a Vicenza il 13 aprile 1553, dalla relazione tra Polissena Verlato e Carlo Campiglia. Entrambi nobili e vedovi, genitori di due figli maschi, maggiori di Maddalena, i due regolarizzarono la loro unione solo nel 1565.
Nel corso dei suoi studi, la giovane Campiglia dimostrò particolare interesse per la letteratura, la filosofia e la musica . Fondamentale per la sua formazione risultò inoltre la frequentazione della società culturale del Cinquecento che si riuniva nella provincia di Vicenza presso la villa di proprietà della cugina Elena, sposata con il marchese Guido Sforza Gonzaga. Qui conobbe Curzio Gonzaga - marchese di Palazzolo, poeta e diplomatico, amico di letterati ed artisti - depositario della fiducia della poetessa al punto di essere da lei designato nel testamento come curatore dei suoi scritti .
Presumibilmente, in questa sede, conobbe Dionisio da Colzè, suo sposo dal 1576 al 1580, anno in cui si separò e iniziò a vivere da sola. Il loro fu - per imposizione della Campiglia - un matrimonio bianco , come si può dedurre dagli atti di separazione dai quali si può dedurre anche la sua mancanza di predisposizione nei confronti della maternità in quanto sian nostri figli le cose create, dal Divin nostro pelegrino ingegno.
In quello stesso anno, iniziò la sua produzione letteraria, con scritti di carattere religioso in cui però già si intravedeva lo spirito anticonformista. Secondo la scrittrice, la verginità doveva essere vissuta non come una costrizione ma come un efficace mezzo per ottenere l'indipendenza femminile dal genere maschile. Come incarnazione per antonomasia di questo principio, indica la Vergine Maria la quale, secondo la sua interessante rilettura, si era votata spontaneamente alla castità e proprio per la grandezza di questa scelta era stata scelta da Dio.
“O eccellissima donna, Vergine sopra le Vergini, saggia e felice, adorna di fregi così sublimi, e riplendenti. Non dcinta ti veggo di catena di ferro grave, e pesante, come le maritate, che sotto l'insopportabil peso del matrimonio in modo son gravate, ch'in modo son gravate, ch'in dispetto di lor medesme tal'hor ne vengono, e bene spesso odiano quest'aria che le spira d'intorno. Nemmeno di collare d'argento fino, e terso ti miro adorna o Sacra Regina mia, qual ne va altero lo stato vedovile, ma di purissimo oro freggiata ti scorgo qual merto della Verginità tua ricerca” (brano tratto dal componimento Sopra l'annonciazione della Beata Vergine e la incarnazione del Signor Nostro Gesù Christo).
L'opera maggiormente riconosciuta della Campiglia fu Flori, una favola boscareccia ispirata all’Aminta di Torquato Tasso che le valse i complimenti del poeta stesso. Flori è una ninfa vergine votata al culto di Diana, che affranta dalla morte dell'amata amica Amaranta viene destinata ad innamorarsi del primo uomo che incontra. Seppur innamorata del pastore che incontra la ninfa accetta solo un matrimonio casto.
Oltre al tema della verginità in questa opera viene introdotto un tema delicato, l'amore tra donne. Questo argomento trova la massima espressione nel significato della frase Donna amando pur Donna essendo.
La donna amata da Flori è Calisa, dietro il cui nome si cela quello di Isabella Pallavicini Lupi, marchesa di Soragna, protettrice di Maddalena e beneficiaria di Flori e di numerosi altri sonetti.
Maddalena Campiglia morì a Vicenza il 28 gennaio 1595, in seguito ad una lunga malattia che la privò della vista. Negli ultimi anni, la poetessa si avvicinò agli ambienti monacali e nelle disposizioni testamentarie espresse l'insolita volontà, che venne rispettata, di essere sepolta nel medesimo sepolcro dell'abbadessa Giulia Cisotta, presso la chiesa di Santa Maria d'Araceli a Vicenza.

## Opere
- Quattro Sonetti in lode all'Illustrissima Signora Donna Isabella Pallavicini Lupi, Marchesa di Soragna.
- Flori. Favola boscareccia. Vicenza, Ediz. Perin e Brunelli, 1588
- Calisa, Egloga Vicenza, Ediz. Greco, 1589
- Discorso della signora Maddalena Campiglia gentildonna vicentina. Sopra l'Annonciatione della Beata Vergine, & la Incarnatione del S.N. Giesu Christo, Vicenza, Perin libraro & Giorgio Greco compagni, 1585